# 20 kilomètres marche masculin aux Jeux olympiques d'été de 1976
Navigation
Munich 1972 Moscou 1980
L'épreuve du 20 kilomètres marche masculin aux Jeux olympiques de 1976 s'est déroulée le 23 juillet 1976 au Stade olympique de Montréal, au Canada. Elle est remportée par le Mexicain Daniel Bautista qui établit un nouveau record olympique en 1 h 24 min 40 s 6.

## Résultats

### Finale
| Rang               | Athlète                | Pays                        | Temps             |
| ------------------ | ---------------------- | --------------------------- | ----------------- |
| Médaille d'or      | Daniel Bautista        | Mexique                     | 1 h 24 min 40 s 6 |
| Médaille d'argent  | Hans-Georg Reimann     | Allemagne de l'Est          | 1 h 25 min 13 s 8 |
| Médaille de bronze | Peter Frenkel          | Allemagne de l'Est          | 1 h 25 min 29 s 4 |
| 4.                 | Karl-Heinz Stadtmüller | Allemagne de l'Est          | 1 h 26 min 50 s 6 |
| 5.                 | Raúl González          | Mexique                     | 1 h 28 min 18 s 2 |
| 6.                 | Armando Zambaldo       | Italie                      | 1 h 28 min 25 s 2 |
| 7.                 | Volodymyr Holubnychy   | Union soviétique            | 1 h 29 min 24 s 6 |
| 8.                 | Vittorio Visini        | Italie                      | 1 h 29 min 31 s 6 |
| 9.                 | Gérard Lelièvre        | France                      | 1 h 29 min 53 s 6 |
| 10.                | Roberto Buccione       | Italie                      | 1 h 30 min 40 s 0 |
| 11.                | Brian Adams            | Royaume-Uni                 | 1 h 30 min 46 s 2 |
| 12.                | Ross Haywood           | Australie                   | 1 h 30 min 59 s 2 |
| 13.                | Otto Barch             | Union soviétique            | 1 h 31 min 12 s 4 |
| 14.                | Olly Flynn             | Royaume-Uni                 | 1 h 31 min 42 s 4 |
| 15.                | Viktor Semyonov        | Union soviétique            | 1 h 31 min 59 s 0 |
| 16.                | Imre Stankovics        | Hongrie                     | 1 h 32 min 06 s 6 |
| 17.                | Jan Ornoch             | Pologne                     | 1 h 32 min 19 s 2 |
| 18.                | Gerhard Weidner        | Allemagne de l'Ouest        | 1 h 32 min 56 s 8 |
| 19.                | Ernesto Alfaro         | Colombie                    | 1 h 33 min 13 s 8 |
| 20.                | Ron Laird              | États-Unis                  | 1 h 33 min 27 s 6 |
| 21.                | Bogusław Duda          | Pologne                     | 1 h 33 min 53 s 4 |
| 22.                | Larry Walker           | États-Unis                  | 1 h 34 min 19 s 4 |
| 23.                | Marcel Jobin           | Canada                      | 1 h 34 min 33 s 4 |
| 24.                | Vinko Galušić          | Yougoslavie                 | 1 h 34 min 46 s 8 |
| 25.                | Godfried Dejonckheere  | Belgique                    | 1 h 35 min 03 s 8 |
| 26.                | Bengt Simonsen         | Suède                       | 1 h 35 min 31 s 8 |
| 27.                | Santiago Fonseca       | Honduras                    | 1 h 36 min 07 s 0 |
| 28.                | Lucien Faber           | Luxembourg                  | 1 h 36 min 21 s 2 |
| 29.                | Todd Scully            | États-Unis                  | 1 h 36 min 37 s 4 |
| 30.                | Paul Nihill            | Royaume-Uni                 | 1 h 36 min 40 s 4 |
| 31.                | Rafael Vega            | Colombie                    | 1 h 37 min 27 s 4 |
| 32.                | Khoo Chong Beng        | Malaisie                    | 1 h 40 min 16 s 8 |
| 33.                | Pat Farrelly           | Canada                      | 1 h 41 min 36 s 2 |
| 34.                | Yoshio Morikawa        | Japon                       | 1 h 42 min 20 s 6 |
| 35.                | Alex Oakley            | Canada                      | 1 h 44 min 08 s 8 |
| 36.                | Henry Klein            | Îles Vierges des États-Unis | 1 h 50 min 50 s 4 |
| —                  | Bernd Kannenberg       | Allemagne de l'Ouest        | DNF               |
| —                  | Domingo Colín          | Mexique                     | DSQ               |

## Légende
Records et Performances
- AR : Record continental (area record)
- CR : Record des championnats (championship record)
- MR : Record du meeting (meet record)
- NR : Record national (national record)
- OR : Record olympique (olympic record)
- PR : Record paralympique (paralympic record)
- PB : Record personnel (personal best)
- SB : Meilleure performance personnelle de la saison (season's best)
- WL : Meilleure performance mondiale de l'année (world leader)
- WJR : Record du monde junior (world junior record)
- WR : Record du monde (world record)

Circonstances et Conditions
- DNF : N'a pas terminé (did not finish)
- DNS : N'a pas pris le départ (did not start)
- DQ : Disqualification (disqualification)
- NM : Aucun essai valable enregistré (No Mark)
- Q : Qualifié « directement » au prochain tour (ou à la prochaine compétition), lors d'une compétition majeure, grâce au classement ou à la réalisation des minima (automatic qualifier)
- q : Qualifié au prochain tour (ou à la prochaine compétition), lors d'une compétition majeure, grâce au repêchage ou à la réalisation de l'une des meilleures performances parmi celles des « non qualifiés directement » (grâce au meilleur temps ou à la meilleure distance par exemple) (secondary qualifier)